# セレニツァ
セレニツァ（アルバニア語: Selenicë,アルーマニア語: Selenitsã）はアルバニアのヴロラ州の基礎自治体である。基礎自治体の首都はセレニツァ町である。2011年の基礎自治体の人口は16,396人であり、町の人口は2,235人だった。
歴青の鉱山が有名。サッカークラブはKFセレニツァである。